# 互溶体系
互溶体系是多种物质相互溶解的体系。

## 完全互溶的双液系
如果两种纯液体组分能按任意的比例相互混溶，那么就会形成理想的液态混合物。通常，两种结构相似或极性相似的化合物可以按任意比例混合，并形成接近理想的液态混合物，如苯和甲苯、水和重水等。
但实际上，非理想液态混合物更为常见。对于非理想液态混合物，它们的行为与拉烏爾定律存在一定的偏差。
对于正偏差很大的系统，存在最低恒沸点。属于这类系统的有：水和乙醇、甲醇和苯、乙醇和苯等。
对于负偏差很大的系统，存在最高恒沸点。属于这类系统的有：水和硝酸、氯化氢和二甲醚、水和氯化氢等。

## 部分互溶的双液系
这种体系按照会溶温度（即部分互溶变为互溶的温度）的不同可以分为以下四类：
1. 具有最高会溶温度。这一类系统的溶解度的图中，单双相分界线呈“∩”型，线上是单相，线下是两相。水和苯胺便属于此类。
2. 具有最低会溶温度。这一类系统的溶解度的图中，单双相分界线呈“∪”型，线上是两相，线下是单相。水和三乙胺属于此类。
3. 同时具有最高和最低会溶温度。这一类系统的溶解度的图中，单双相分界线呈“Ｏ”型封闭，圈内是两相，圈外是单相。水和烟碱属于此类。
4. 没有会溶温度。对于这类系统，在液体存在的范围内，无论按何种比例混合，它们总是彼此部分互溶。如乙醚和水等。

会溶温度反应了液体之间相互溶解的能力，会溶温度越高，互溶性越差，反之越好。利用这个性质可以选择萃取剂。

## 不互溶的双液系
如果两种液体彼此互溶的程度很小，可以忽略不计，则可近似地看作这两种液体形成了不互溶的双液系。在这种系统中，只要同时存在两种液体，那么系统的蒸汽压高于任一纯组分的蒸汽压，系统的沸点低于任一纯组分的沸点，而与其组分的比例无关。如水和溴苯形成的系统。这类体系的一个重要应用便是水蒸气蒸馏。如通过硝基苯的还原制备苯胺时，用水蒸气蒸馏法蒸出苯胺，再如在肉桂酸制备的实验中，通过水蒸气蒸馏来除去未反应完的苯甲醛。

## 部分互溶的三液系
在这类系统中，三对液体之前按照部分互溶的情况，存在以下三种情况：
1. 有一对液体部分互溶。如乙酸-三氯甲烷-水组成的系统中，乙酸可以和三氯甲烷或者水完全互溶，但三氯甲烷和水只能部分互溶。再如乙醇-苯-水组成的系统中，乙醇可以和苯或者水完全互溶，但苯和水之间只能部分互溶。
2. 有两对液体部分互溶。如乙烯腈-水-乙醇组成的系统中，水可以和乙醇完全互溶，但乙烯腈和水或者乙醇只能部分互溶。
3. 有三对液体部分互溶。如乙烯腈-水-乙醚组成的系统中，任意一对液体均部分互溶。

## 扩展阅读
- 相平衡及相图--二组分系统的气－液平衡（页面存档备份，存于）